# 長崎市立三川中学校
長崎市立三川中学校（ながさきしりつ みかわちゅうがっこう、Nagasaki City Mikawa Junior High School）は、長崎県長崎市三川町にある公立中学校。略称「三川中」（みかわちゅう）。

## 概要
歴史
西山台団地・三原団地の開発で、人口が増加したことより、1989年（平成元年）に新設された。2018年（平成30年）に創立30周年を迎えた。
校章
三川（Mikawa）の頭文字M3つと、山の絵を3つ組み合わせ「三川」を表し、中央に中学校を表す「中」の文字を置く。
校歌
作詞は竹口宏、作曲は指方浩による。歌詞は6番まであり、各番に校名の「三川中学校」が登場する。
校区
長崎市立三原小学校、長崎市立西山台小学校校区。

## 沿革
- 1988年（昭和63年）12月20日 - 長崎市立三川中学校の設置が公布される。
- 1989年（平成元年）
  - 4月1日 - 「長崎市立三川中学校」（現校名）が開校。
  - 4月6日 - 開校式および始業式・開校式を挙行。
    - 1年生177名、2年生191名、3年生182名、計550名（15学級）
    - 長崎市立西浦上中学校、長崎市立山里中学校、長崎市立片淵中学校から三川・三原・西山台地区の生徒が2・3年生として転入。

  - 11月12日 - 校旗・校歌を制定。
- 2000年（平成12年）3月31日 - 武道場が完成。
- 2002年（平成14年）9月3日 - 希望制学校給食を開始。西山台小学校（親）で調理した給食を三川中学校（子）へ運ぶ親子方式の給食。

## 部活動
運動部
- 女子バドミントン部
- 男女バレーボール部
- 卓球部
- 男子バスケットボール部
- サッカー部
- （男子野球部）

## アクセス
最寄りのバス停
- 長崎バス「成和田」（なるわだ）・「下の角」バス停
- 長崎県営バス「三原団地」バス停

## 周辺
学校
- 長崎市立西山台小学校
- 長崎市立三原小学校
- 精道三川台小学校・中学校・高等学校（男子校）
- 長崎精道小学校・中学校（女子校）

団地
- 西山台団地
- 三原団地

## 著名な出身者
- 川原陸

## 関連事項
- 長崎県中学校一覧